# Cinglo Alt
El Cinglo Alt és un dels cims de la Serra de la Campaneta. Fa 1.076,5 m. alt., i és situat a la part sud-est de l'antic municipi de Sant Salvador de Toló, actualment pertanyent a Gavet de la Conca.
Queda a llevant de la Serra del Cucuc, al sud de la Serra de la Campaneta, i a l'oest-nord-oest del santuari de la Mare de Déu de Bonrepòs.